# IC 407
IC 407 ist eine Spiralgalaxie vom Hubble-Typ Sc im Sternbild Hase südlich des Himmelsäquators. Sie ist schätzungsweise 120 Millionen Lichtjahre von der Milchstraße entfernt und hat einen Durchmesser von etwa 80.000 Lj. 

Im selben Himmelsareal befindet sich u. a. die Galaxie IC 415.
Das Objekt wurde am 7. Dezember 1891 von dem französischen Astronomen Stéphane Javelle entdeckt.